# Vasil Atanas Božinov
Vasil Atanas Božinov (13. ledna 1888 Stara Zagora – 16. listopadu 1966 Praha) byl československý hudební skladatel bulharského původu.

## Život
Byl synem bulharského sběratele lidových písní a hudebního skladatele Ivana Božinova. U něj získal základy hry na klavír a na housle. Po absolvování gymnázia ve Staré Zagoře studoval na učitelském ústavu v Silistře a na Hudebním ústavu v Záhřebu. Poté odešel do Německa a na lipské konzervatoři se stal žákem Maxe Regera. Po ukončení studia koncertoval v řadě měst Dalmácie a Černé Hory. Nakonec se usídlil v Praze a po vzniku republiky získal československé občanství.
Zpočátku jeho tvorba vycházela z klasických a romantických kořenů, i když již tehdy se vyznačovala neobvyklými harmonickými zvraty. V roce 1931 nastal v jeho tvorbě zásadní zlom. V Praze se seznámil se skupinou skladatelů okolo Aloise Háby a absolvoval jeho čtvrttónové oddělení na Pražské konzervatoři. Od té doby komponoval jednak v čtvrttónové soustavě nebo v soustavě dvanáctitónové. Stal se nadšeným zastáncem těchto směrů hudby, které propagoval i popularizačními přednáškami. Doba po roce 1948 nepřála těmto hudebním stylům, takže řada jeho děl je nezvěstných.
Stojí za pozornost, že v roce 1915 vyslal dr. Edvard Beneš tajně Miroslava Plesingra, pozdějšího významného politika z doby 1. republiky, do Švýcarska za Tomášem G. Masarykem a vybavil jej pasem na jméno Vasil Atanas Božinov. Plesinger od té doby oficiálně uváděl své jméno jako Miroslav Plesinger-Božinov.

## Dílo

### 1. tvůrčí období
- Dětské album pro klavír (1920)
- Album aux compositeurs maudits (1928)
- Preludium pro symfonický orchestr a varhany
- 2 symfonické básně

Četné fugy, variace, suity, písně a písňové cykly.

### Čtvrttónové skladby
- Symfonie (1932)
- Fantasie pro orchestr (1932)
- Komorní hudba pro smíšený soubor
- Smyčcový kvartet
- Klavírní suita

### Dvanáctitónové atematické skladby
- 2. symfonie (1933)
- 3. symfonie (1943)
- Symphonique dramatique (4. symfonie – 1949)
- Sonáta pro varhany (1949)
- 5. symfonie (1950)
- 6. symfonie (1950)
- 7. symfonie (1951)
- 8. symfonie (1953)
- Fantasie pro smyčce (1957)
- 2 kvartetní fantasie
- Biblické písně